# Max Bäumler
Max Bäumler (* 1865 in München; † 1942) war ein deutscher Theaterschauspieler und -regisseur.

## Leben
Bäumler begann seine schauspielerische Tätigkeit 1886 in Ansbach, setzte diese 1887 in Konstanz fort, kam 1888 nach Hamburg ans Zentraltheater und 1889 zu den „Münchnern“, bei welchem Ensemble er zwei Jahre blieb. 1893 und 1894 wirkte er am Theater in der Josefstadt in Wien und trat sodann in den Verband des Grazer Landestheaters, wo er bis 1900 verblieb. Von 1921 bis 1937 spielte er in Essen. Er starb 1942.